# Cafè i copa
Café y copa (Cafè i copa, en català normalitzat) és una comèdia en un acte i en vers, original de Frederic Soler, estrenada al Teatre Romea de Barcelona la nit del 17 d'octubre de 1871.

## Repartiment de l'estrena
- Marieta: Rosalia Soler
- Don Carlos: Josep Clucellas
- Don Cèsar: Frederic Fuentes
- Don Cosme: Lleó Fontova
- Don Jordi: Iscle Soler
- Pep: Joaquim Pinós

## Edicions
- 3ª ed.: Impremta de Salvador Bonavia. Barcelona, 1908